# نادي البن الإثيوبي
نادي البن الإثيوبي الرياضي (بالأمهرية: የኢትዮጵያ ቡና ስፖርት ክለብ) هو نادي كرة قدم إثيوبي مقره في العاصمة أديس أبابا، يلعب الفريق في الدوري الإثيوبي الممتاز ويخوض مبارياته على ملعب أديس أبابا، تأسس الفريق في عام 1975 تحت مسمى ييبونا نغيت.

## وصلات خارجية
- الموقع الرسمي